# Kozice (Chorwacja)
Kozice – wieś w Chorwacji, w żupanii virowiticko-podrawskiej, w mieście Slatina. W 2011 roku liczyła 511 mieszkańców.